# Oniros

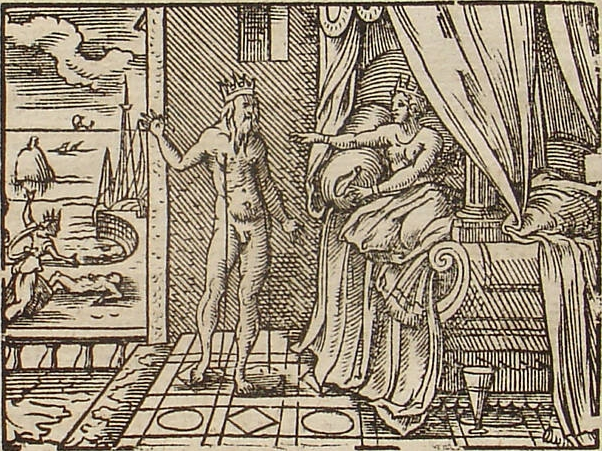
Ceyx / Morfeo se aparece a Alcíone. Grabado de Virgilio Solís para el Libro XI de las Metamorfosis de Ovidio, 650-749. Fol. 150r, imagen 12.

En la mitología griega, los oniros (en griego Ὄνειροι, Óneiroi) — en plural—  u Oniro (Ὄνειρος, Óneiros)  — en singular— son las personificaciones de los «sueños» o «ensueños». Son una tribu alada de mil hermanos que dormían plácidamente en una caverna ubicada en el inframundo, al lado del arroyo del agua del Olvido. Ahí florecen fecundas adormideras y otras hierbas que se cosechan durante la noche.
Pausanias menciona haber visto las estatuas de un Oniro e Hipno adormeciendo a un león. Escribe que la imagen se llamaba Epidotes.

## Versión griega
Hesíodo dice que «Noche (Nyx) parió al maldito Hado (Moro), a la negra Ker y a la Muerte (Tánato); parió también al Sueño (Hipno) y engendró la muchedumbre de los Ensueños (óniros); los había dado a luz sin acostarse con nadie». Eurípides les da otro origen y exclama «¡oh, venerable tierra, madre de los sueños de alas negras!».
Homero habla de ellos en sus dos obras. En la Ilíada el Ensueño (Oniro) es un mensajero del propio Zeus: «Anda, ve, pernicioso Ensueño, encamínate a las veleras naves aqueas, introdúcete en la tienda de Agamenón Atrida, y dile cuidadosamente lo que voy a encargarte». Oniro toma la forma de Néstor para hablarle en sueños. En la Odisea, sin embargo ya los cita en plural. Los Ensueños vivían en las oscuras playas del extremo occidental del Océano, en una caverna del Érebo, cera del prado de asfódelos. Los dioses les enviaban sueños a los mortales desde una de las dos puertas allí situadas: los sueños auténticos surgían de una puerta hecha de cuerno, mientras que los sueños falsos se abrían paso desde una puerta hecha de marfil. Esopo cuenta cómo una vez Apolo se jactó ante Zeus de su poder profético y éste tuvo que castigarlo, comandando a la estirpe de Oniro para que cumpliera su función profética durante los sueños. Los himnos órficos también denominan a los oniros como mensajeros del destino futuro.

## Versión latina
Higino y Cicerón, poetas latinos, dicen que tanto los Sueños (Somnia) como el Sueño (Somnus) habían nacido de la unión entre la Noche (Nox) y el Erebo. Ovidio, en cambio, dice que los Ensueños son hijos del Sueño, y además menciona a tres por sus nombres: Morfeo (el principal entre sus hermanos), Fobétor (o Iquelo) y Fantaso:
«Mas el padre, del pueblo de sus mil hijos, despierta al artífice y simulador de figuras, a Morfeo: no que él ninguno otro más diestramente reproduce el caminar y el porte y el sonido del hablar. Añade además los vestidos y las más usuales palabras de cada cual. Pero él solos a hombres imita. Mas otro se hace fiera, se hace pájaro, se hace, de largo cuerpo, serpiente: a él Ícelo los altísimos, el mortal vulgo Fobétor le nombra. Hay también de diversa arte un tercero, Fántaso. Él a la tierra, a una roca, a una ola, a un madero y a cuanto vacío está todo de ánima, falazmente se pasa. A los reyes él y a los generales su rostro mostrar de noche suele, otros los pueblos y la plebe recorren. Prescinde de ellos su señor y de todos los hermanos solo a Morfeo, quien lleve a cabo de la Taumántide lo revelado, el Sueño elige, y de nuevo en una blanda languidez relajado depuso la cabeza y en el cobertor profundo la resguarda».
Virgilio dice que en el centro del inframundo se erige un sombrío olmo gigante que tiende sus ramas, con sus añosos brazos. Anidan por todo él los «sueños vanos», según dicen, colgados de todo su follaje.

## Otros personajes homónimos
- Una versión tardía dice que hijo de Aquiles y Deidamía, y hermano de Neoptólemo fue Oniro, un muchacho que fue muerto a manos de Orestes.[14]